# المسيحية في برمودا

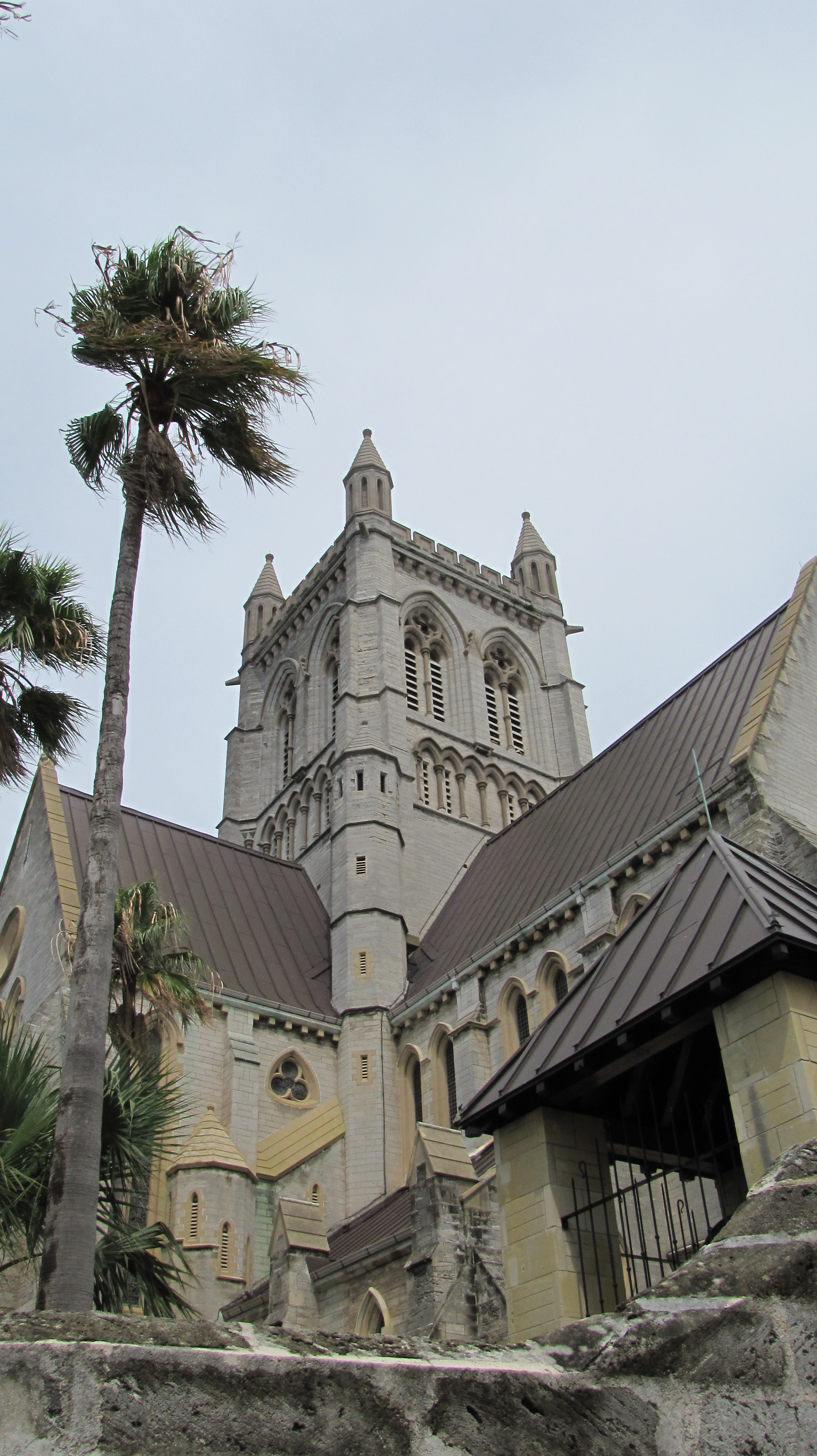
كاتدرائية الثالوث المقدس في هاميلتون، جزر برمودا.

وفقًا لدراسة نشرتها مركز بيو للأبحاث في عام 2010 يعتنق أغلب سكان برمودا المسيحية دينًا (74.4%) على المذهب البروتستانتي (57.1%)؛ ويتوزعون بين الأنجليكانية (23%)، والكنيسة الميثودية الأسقفية الأفريقية (11%) ومختلف المذاهب البروتستانتية (18%)، في حين تصل نسبة الكاثوليك إلى 15.8%.
تم أول قداس بحسب طقوس الكنيسة الأنجليكانية في برمودا من قبل القس ريتشارد باك، وهو أحد الناجين من حطام سفينة فينتشر في 1609 والذي تلاه حركة من الإستيطان الدائم لبرمودا. وتم إنشاء تسعة رعايا لاحقاً، وكان لكل منها كنيستها وأرضيتها الخاصة، خلال حقبة الإستعمار البريطاني في عام 1612، ومن عام 1625 إلى عام 1839، ارتبط الكنيسة الأنجليكانية في برمودا مع أسقفية نوفا سكوت. ومن ثم أصبحت برمودا جزءًا من أبرشية نيوفاوندلاند وبرمودا منذ إنشائها في عام 1839 حتى عام 1919. وفي عام 1879، تم تشكيل سينودس الكنيسة الأنجليكانية في برمودا وأصبحت أبرشية برمودا منفصلة عن أبرشية نيوفاوندلاند، ولكنها استمرت تحت سلطة أسقف نيوفاوندلاند وبرمودا حتى عام 1919، عندما أصبح لكل من نيوفاوندلاند وبرمودا أسقفها الخاص. وتأسست أبرشية هاملتون الرومانية الكاثوليكية في عام 1953 في البداية كنيابة رسولية لجزر برمودا. وتم ترقية النيابة إلى مقام أبرشية في يونيو من عام 1967.